# Xã Meramec, Quận Phelps, Missouri
Xã Meramec (tiếng Anh: Meramec Township) là một xã thuộc quận Phelps, tiểu bang Missouri, Hoa Kỳ. Năm 2010, dân số của xã này là 846 người.